# Corcomroe Abbey
Die etwa 1195 gegründete Zisterzienserabtei Corcomroe Abbey
(irisch Mainistir Chorca Mrua) oder „Sancta Maria de Petra Fertili“ (Heilige Maria der fruchtbaren Steine) gehört zu den bedeutenden Plätzen im Burren. Ihre Errichtung beim heutigen Ort Bellharbour im Norden des County Clare steht am Ende einer fünf Jahrzehnte langen Aktivität des Ordens im Irland des 12. Jahrhunderts und ist eine partiell einzigartige Architektur.

## Geschichte
Die historischen Auskünfte sind ärmlich, aber dass ein König von Thomond, entweder Donal Mór O’Brien († 1194 – der auch Holy Cross Abbey gründete) oder sein Sohn Donat, die Abtei gründete, gilt als sicher. Mönche aus dem Kloster Inislounaght im County Tipperary waren die Bauherren. Der Landbesitz der Zisterzienserabteien basierte gewöhnlich auf Tausenden von Morgen fruchtbaren Landes. Zwar ist auch Corcomroe eine relativ ertragreiche Stelle, aber nur im Kontrast zur Kahlheit des südlichen Burren. An der Nordgrenze Thomonds gelegen, war das Gebiet geeignet die Nord-Süd-Verbindung am „Corker Pass“ zu sichern. So war die Abbey eher nicht zur religiösen Versorgung des nördlichen Burren gedacht, die durch die nahen Kirchen von Oughtmama erfolgte, sondern eher die Basis für die Unterhaltung einer Garnison der O’Brien. In dieser Hinsicht ist Corcomroe mit anderen Klostergründungen des O’Brien Clan an der Peripherie des Königreiches zu vergleichen, Kilcooly Abbey und der gewaltigen Holy Cross Abbey bei Thurles beide im östlichen Tipperary. Von Corcomroe ging 1198 die Tochtergründung Kilshane Abbey (Kilsonna) aus.
Im 13. Jahrhundert entstand, im seit 1167 geteilten Irland, ein Konflikt zwischen den anglo-normannischen und den irischen Zisterzienserabteien. Corcomroe, als irische Abtei, wurde 1228 unter die „Rule of Furness“, Lancashire gestellt, aber drei Jahre später abermals dem Kloster Mellifont angegliedert. Es blieb jedoch dauerhaft außerhalb der Hauptorientierung zisterziensischer Aktivitäten auf der Insel.

Corcomroe Abbey und Friedhof
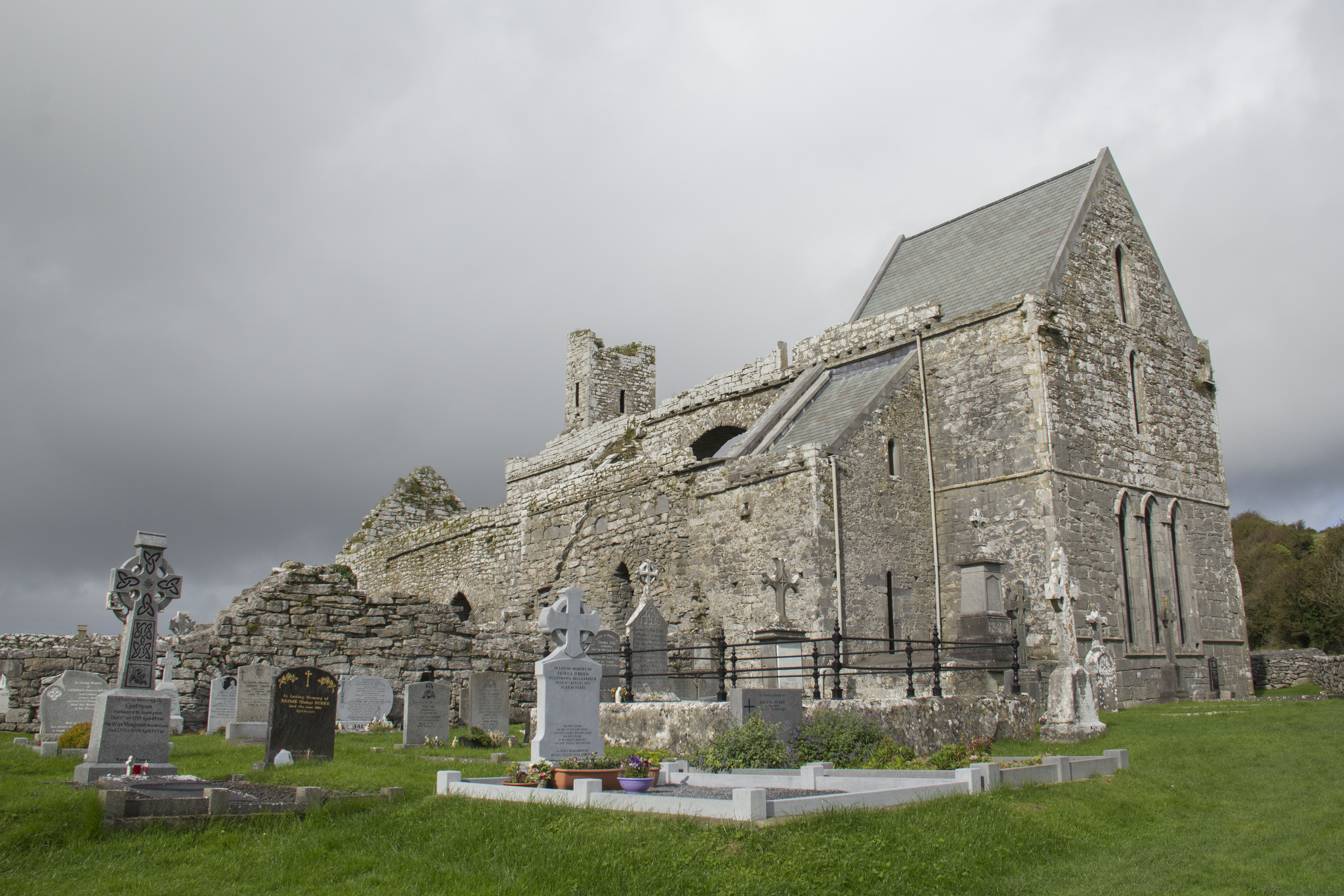
Die Abbey
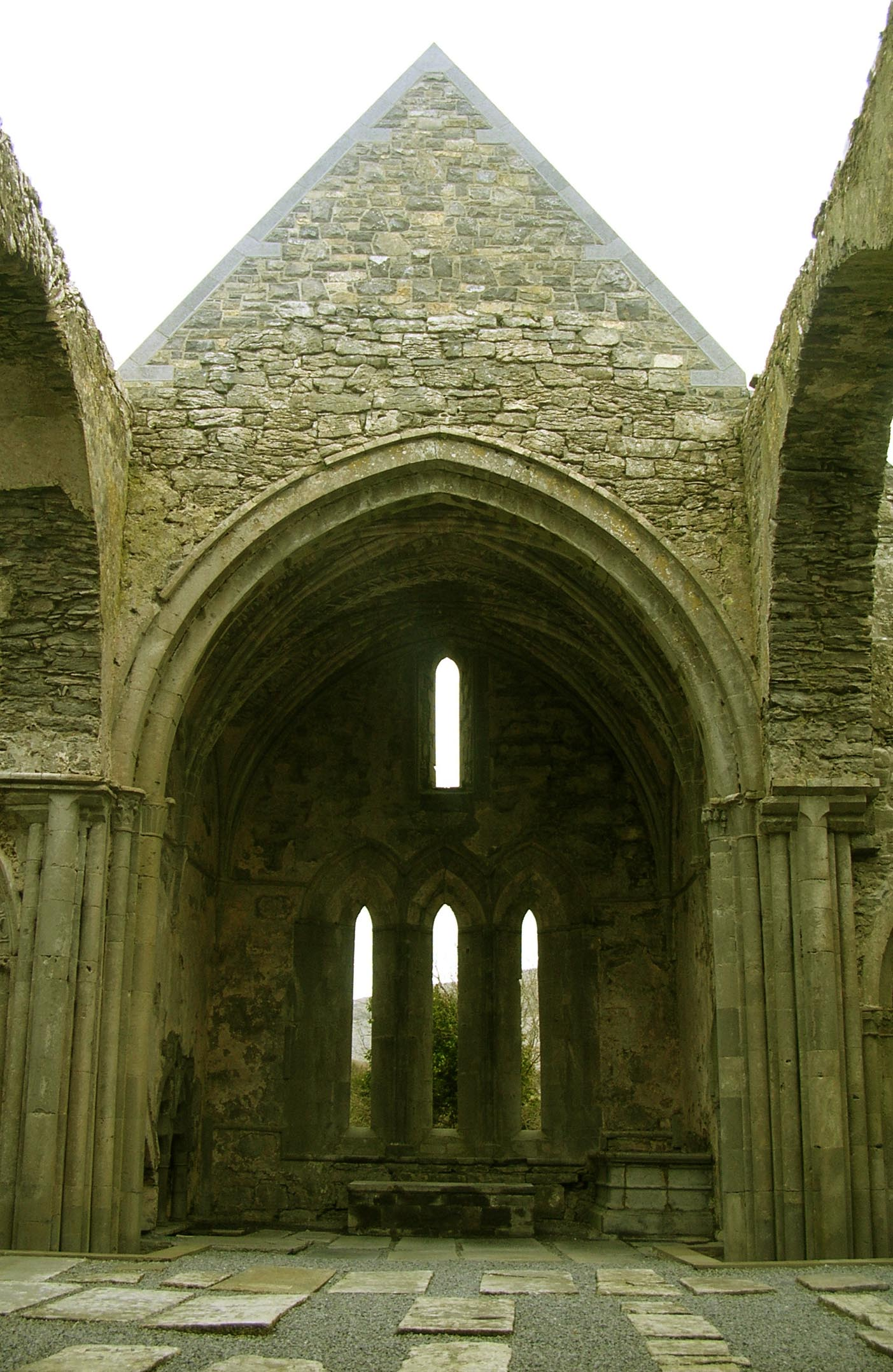
Der Chor
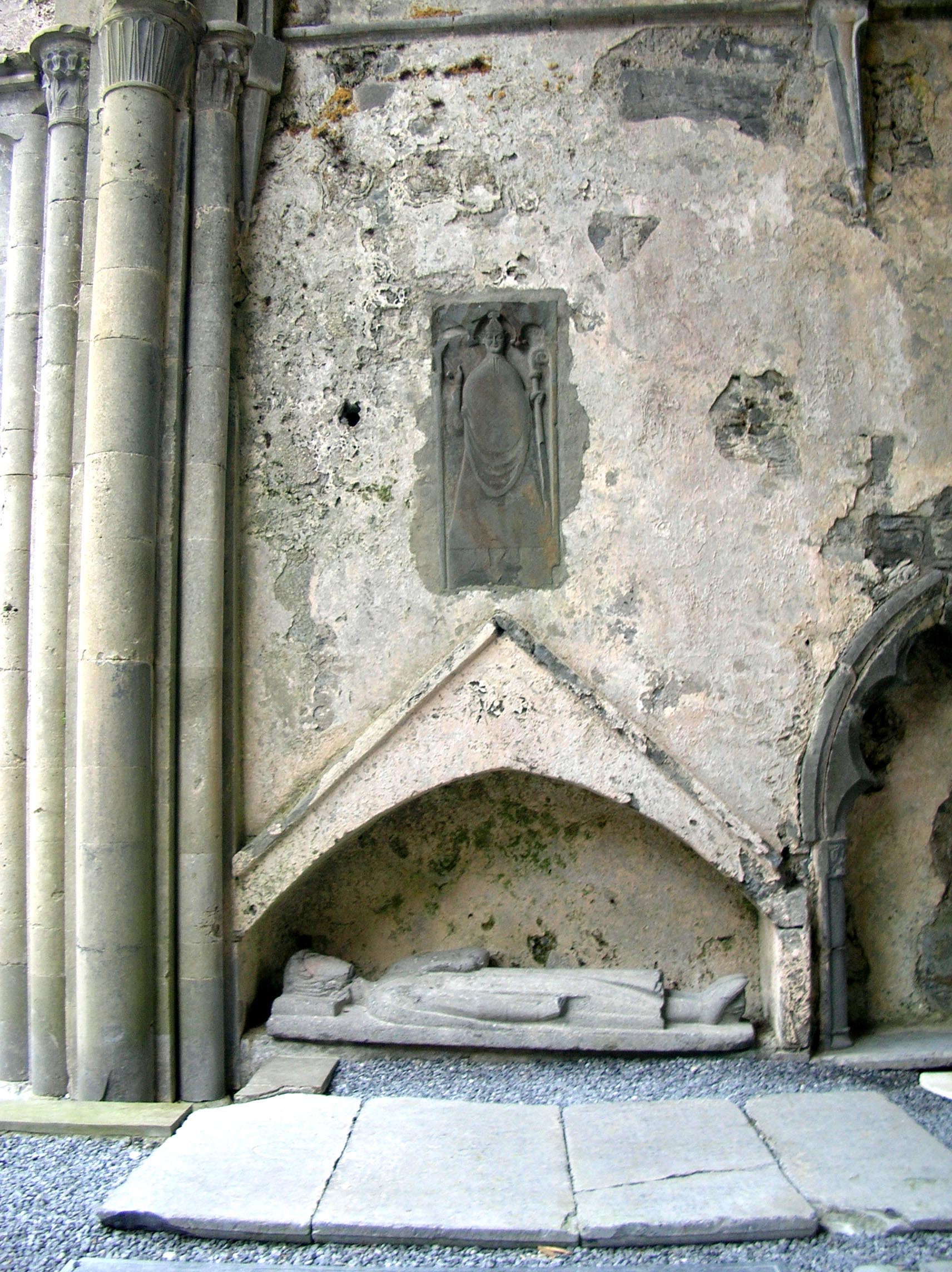
Ruhende Statue
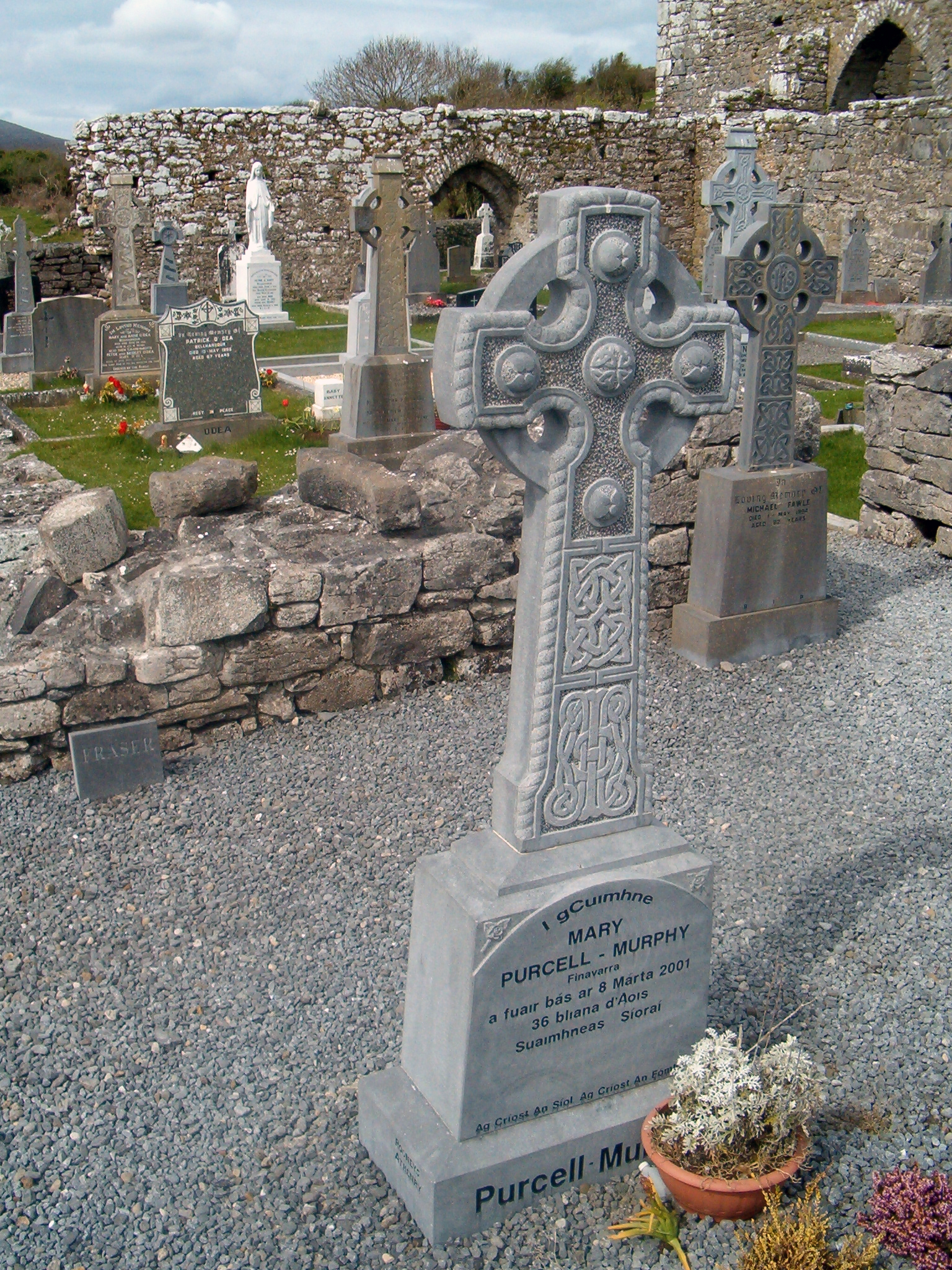
Keltenkreuz
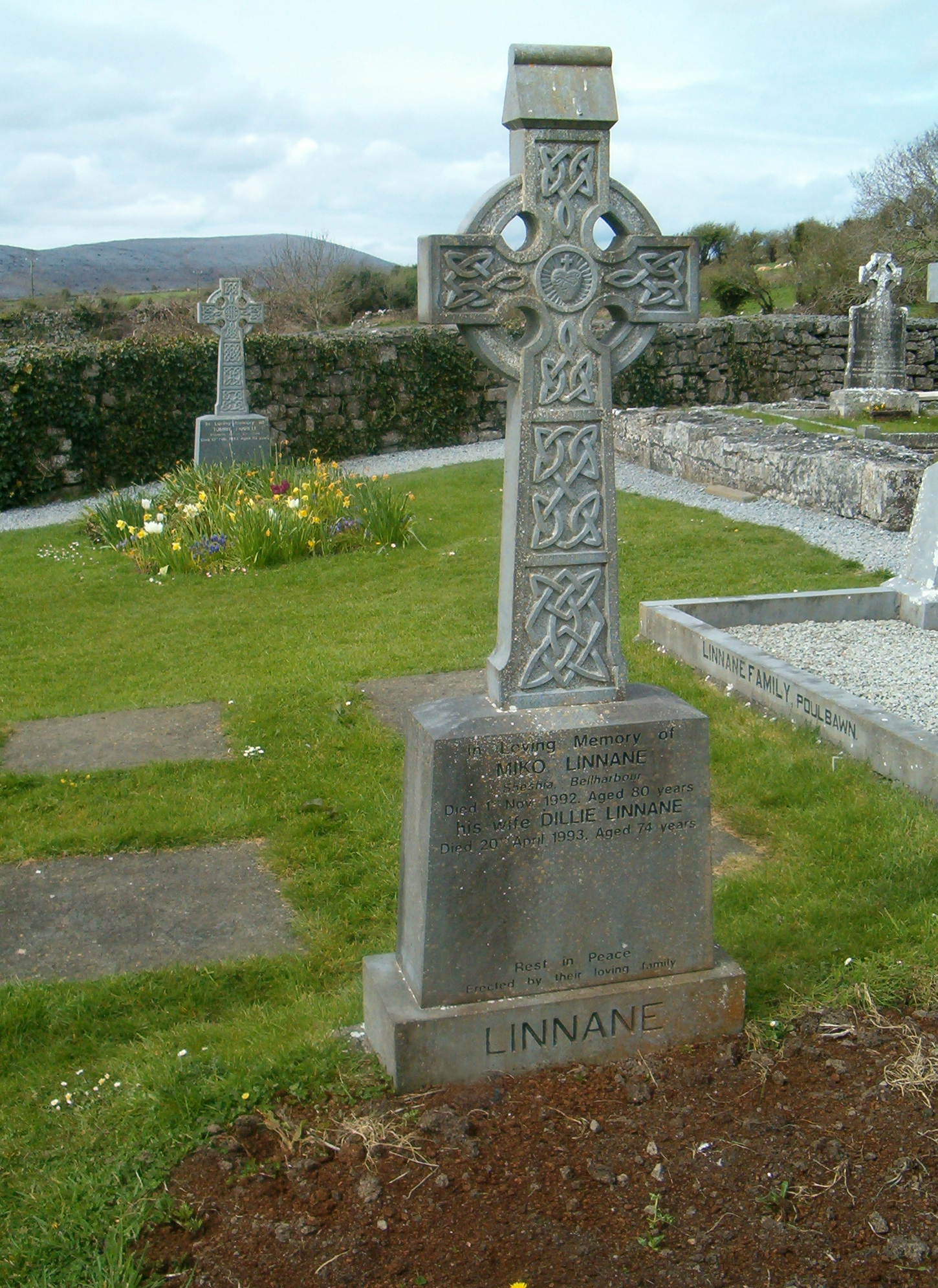
Keltenkreuz

Zwei Schlachten wurden im Weichbild der Abtei gefochten:
1267 wurde hier Conor na Siudaine O’Brien, König von Thomond, im Kampf gegen Carrach O’Loughlin, einem lokalen Clanführer des Burren getötet und in der Abtei feierlich bestattete.
1317 wurde am Abbey Hill eine Schlacht zwischen den O’Briens, unter der Beteiligung von Normannen ausgefochten in der mehrere O’Briens fielen.
Ein Abt des Klosters Corcomroe wurde im Jahre 1418 Bischof von Kilmacduagh. Nach Auflösung der Mönchsklöster im Jahre 1540 unterhielten verschiedene Mitglieder der O’Brien Familie die Abtei. 1611 erhielt die Abtei von Richard Harding ungefähr 30 Hektar Land im nahe gelegenen Aughinish. 1628 wurde John O’Dea, ein irischer Mönch aus Salamanca zum Abt ernannt.

## Die Architektur

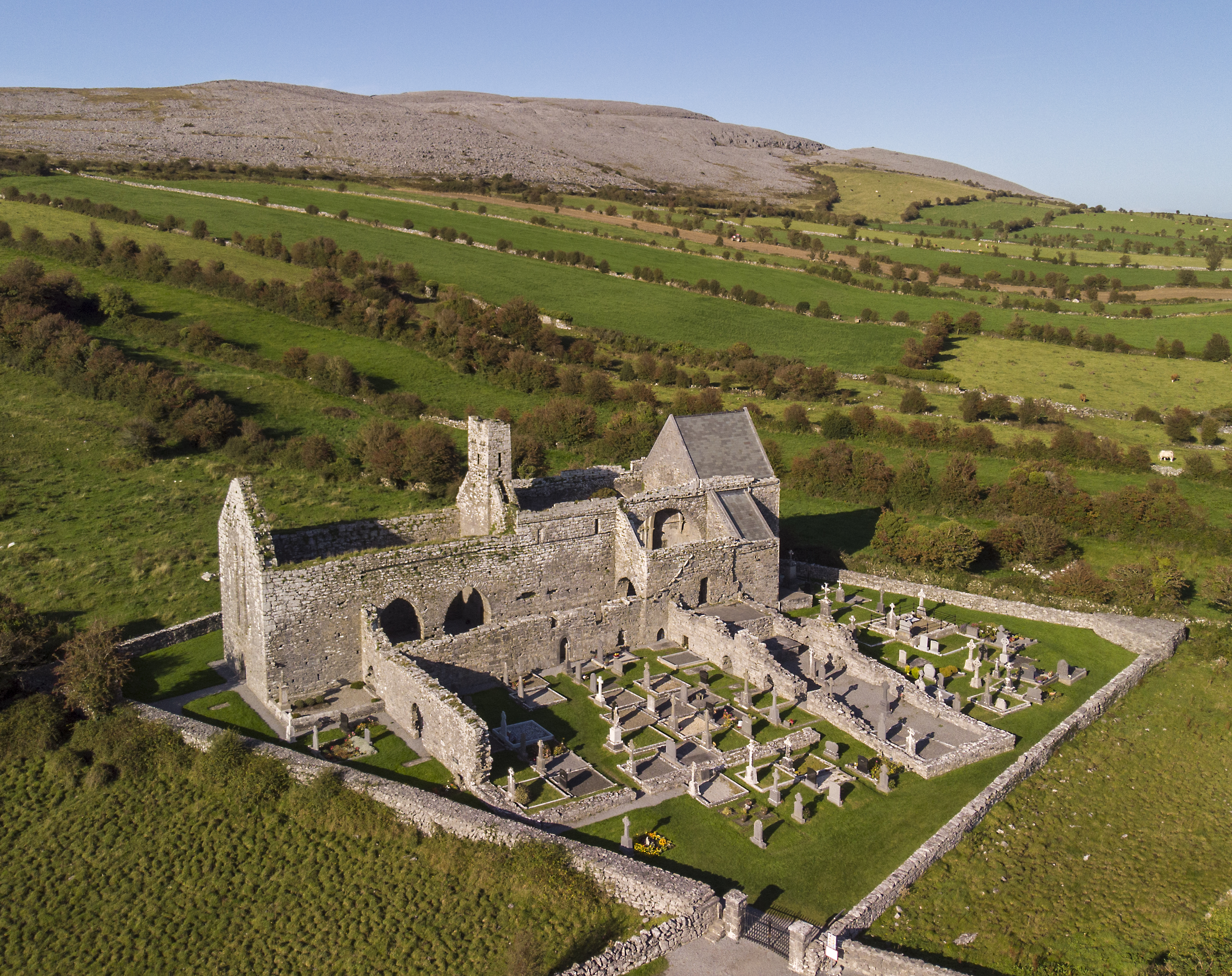
Luftbild

Zisterzienserabteien folgen demselben Plan mit einem Kreuzgang meist auf der Südseite der Kirche und den Klausurgebäuden als Umbauten eines eckigen Hofs. Dieser Grundplan wurde auch hier adaptiert, allerdings sind vom Klosterbereich kaum Reste erhalten. Die Kirche hat einen ungefähr quadratischen Chor, flankiert von Kapellen in den quadratischen Querschiffen. Nach Ansicht des Kunsthistorikers Roger Stalley, der versuchte, eine Chronologie des Bauwerks zu erstellen, entstanden die ersten Gebäude zwischen 1205 und 1210. Die Arbeiten einheimischer Handwerker wurden, vermutlich in zwei Phasen, in völlig unterschiedlicher Qualität ausgeführt. Die frühen, bedeutenden Arbeiten erfolgten am Chor und am nördlichen Querschiff. Später errichtet wurden das Hauptschiff und das südliche Querschiff. Diese Abschnitte sind mit nicht mehr so hochwertigem Material und weniger geschnitzten Details ausgestattet. Zwei einfache, große Lanzettfenster schmücken den Westgiebel über dem Portal aus dem 15. Jahrhundert.

### Der Chor
Hohe Qualität kennzeichnet den Chor. Von geringerem Belang ist nur das Dach mit seiner Gräten- oder Sparrendekoration auf den Rippen. Der gotische Chorbogen wird von den Kapitellen der fein gegliederten Pfeiler aus Kalkstein ergänzt. Lotosblumen sind die zeitgerechte Zier. Typisch für den architektonischen Stilübergang im frühen 13. Jahrhundert ist das einfache Ostfenster. Das Lanzettentrio wird von einer breiteren zentralen Lanzette beherrscht. Spuren von Farbe sind am Fenster und auf den Chormauern zu erkennen. Als Stiftung der O’Brien weist Corcomroe die Besonderheit einer königlichen Gruft auf. Eine ruhende Statue in einer Nische in der Nordmauer des Chorraums blieb (neben diejenigen der O'Connor-Könige von Connacht in Roscommon) als einziges königlich irisches Gruftbildnis erhalten. Sie stammt aus dem 14. Jahrhundert und zeigt einen gekrönten König in langem Faltengewand. Über der Gruft befindet sich eine geschnitzte Tafel aus demselben Jahrhundert mit dem Flachrelief eines Bischofs mit irischem Zepter und romanischem Bischofsstab. Daneben liegt eine Art doppelte Gruftnische aus dem 15. Jahrhundert. In der südlichen Mauer des Chors befinden sich die doppelbogigen Sedilien. Ihre beiden Nischen, über die sich ein Einzelbogen wölbt, waren die Sitze der Diakone während der Messe.

### Die Seitenkapellen
Die Nordkapelle einschließlich ihrer Kapitelle und dem gotischen Fenster ist derjenigen der Südseite architektonisch überlegen. Der Eingang zu den Kapellen besteht aus zwei unterschiedlich dekorierten Bögen. Mittelalterliche Graffiti finden
sich als Überreste in der Südkapelle und auf der Nordmauer des Chors. Man erkennt ein Boot, ähnlich dem am Rundturm von Roscrea. Diese Graffiti, die es auch in den Abbeys von Moyne und Knockmoy gibt, stammen Etienne Rynne (1932–2012) zufolge aus dem 16. Jahrhundert.

## Die Bedeutung
Lange schmale Felder ziehen sich von Corcomroe ausgehend den Abbey Hill hinauf. Hier setzte Yeats 1919 sein Spiel: „The Dreaming of the Bones“ in Szene. Heute nutzen Brautpaare die Kulisse der Ruine als Hintergrund für Hochzeitsbilder. Rogers Stalley's Buch: „Die Zisterziensischen Mönchsklöster von Irland“ (1987), zeichnet im
nationalen Rahmen ein Bild von Corcomroe.